# Bodilopsis sordida
Bodilopsis sordida är en skalbaggsart som beskrevs av Fabricius 1775. Bodilopsis sordida ingår i släktet Bodilopsis och familjen Aphodiidae. Utöver nominatformen finns också underarten B. s. changajicus.